# تیپ ۶۶ نیروهای ویژه هوابرد
تیپ ۶۶ نیروهای ویژه هوابرد نیروی ویژه سپاه پاسداران انقلاب اسلامی بود که در سال ۱۳۶۴ تشکیل شد. از آنجا که ماموریت قرارگاه رمضان، انجام عملیات‌های برون‌مرزی و نامنظم بود، یگان هوابرد تشکیل شد تا نیروهای پیاده‌نظام سبک بتوانند با هواپیما به محل عملیات منتقل شوند و به وسیله فرود با چتر نجات، به میدان نبرد گام بگذارند. این تیپ که شامل نیروهای آموزش دیده چترباز بود، در اواخر جنگ به سپاه نیروی مخصوص ولی امر ملحق شد.

## شکل‌گیری
به دنبال انسداد جبهه جنوب و غیرمحتمل بودن غلبه بر ارتش عراق پس از عملیات‌های کربلای ۵ و کربلای ۸، در سال ۱۳۶۶، ایران راهبرد عملیاتی خود را تغییر داد و جنگ را در شمال‌غرب دنبال کرد. پیشرفت قرارگاه رمضان و اتحادیه میهنی کردستان در شمال‌غرب و نوید برای دستیابی به پیروزی‌های بیشتر در این تصمیم مؤثر بوده است.
قرارگاه رمضان تنها قرارگاه برون‌مرزی سپاه پاسداران انقلاب اسلامی در آن دوران بوده و فرماندهی آن را محمدباقر ذوالقدر بر عهده داشت. ماموریت این قرارگاه، انجام عملیات‌های چریکی در خاک کشور عراق و همکاری با نیروهای معارض کرد عراقی بود. نیروهای تحت امر قرارگاه رمضان برای انجام عملیات‌های چریکی باید کیلومترها با پای پیاده، فراز و نشیب کوه‌ها را طی می‌کردند تا به نقطه هدف برسند و به انجام عملیات بپردازند.
محسن شفق یکی از دو خبرنگاری اعزامی در سال ۱۳۶۱ به همراه احمد متوسلیان و نیروهای لشکر ۲۷ محمد رسول‌الله به سوریه بود که بعدها به فرماندهی تیپ ۶۶ نیروهای ویژه هوابرد سپاه انتخاب شد. تیپ ۶۶ هوابرد به همراه لشکر ۹ بدر، لشکر ۶ ویژه پاسداران، تیپ ظفر و تیپ ابوذر، یگان‌های این قرارگاه را تشکیل داده بودند.

## فعالیت
تیپ هوابرد سپاه در عملیات‌های مختلفی از جمله فتح ۱ (عملیات کرکوک) و فتح ۸ حضور داشت. بخشی از نیروهای این یگان، مربیان آموزشی سپاه در پادگان‌های امام علی و امام حسین بودند که یکی از آن‌ها سردار محمد ناظری بود.
این تیپ در سال ۱۳۶۷ و در اواخر جنگ ایران و عراق، با یگان حفاظت از شخصیت‌ها، یگان امنیت پرواز (لشکر فرودگاه‌ها) و لشکر ۶ ویژه پاسداران ترکیب شده و سپاه نیروی مخصوص ولی‌امر به فرماندهی خسرو عروج تشکیل شد.